# Drumband

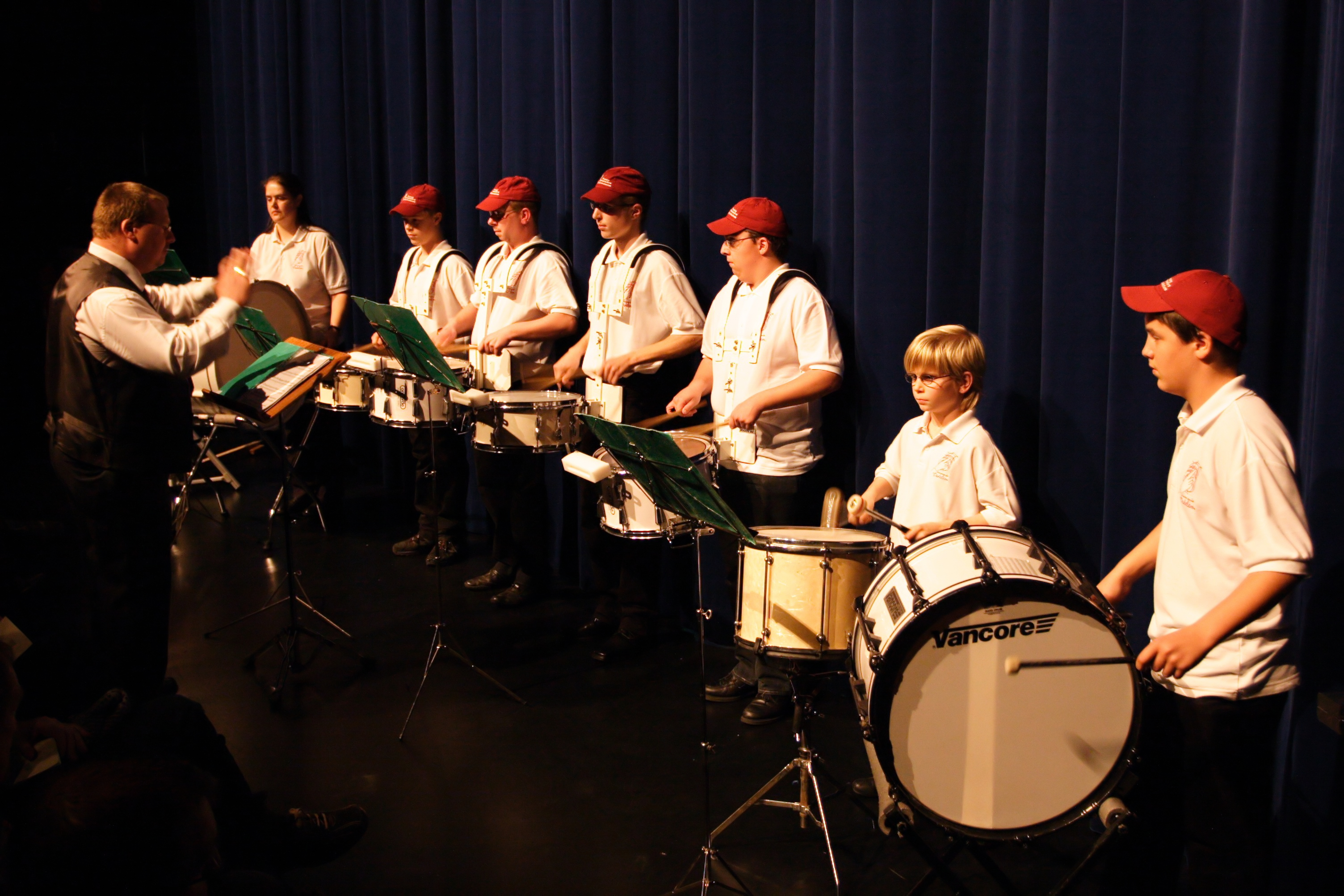
Drumband van de Koninklijke Harmonie St. Cecilia

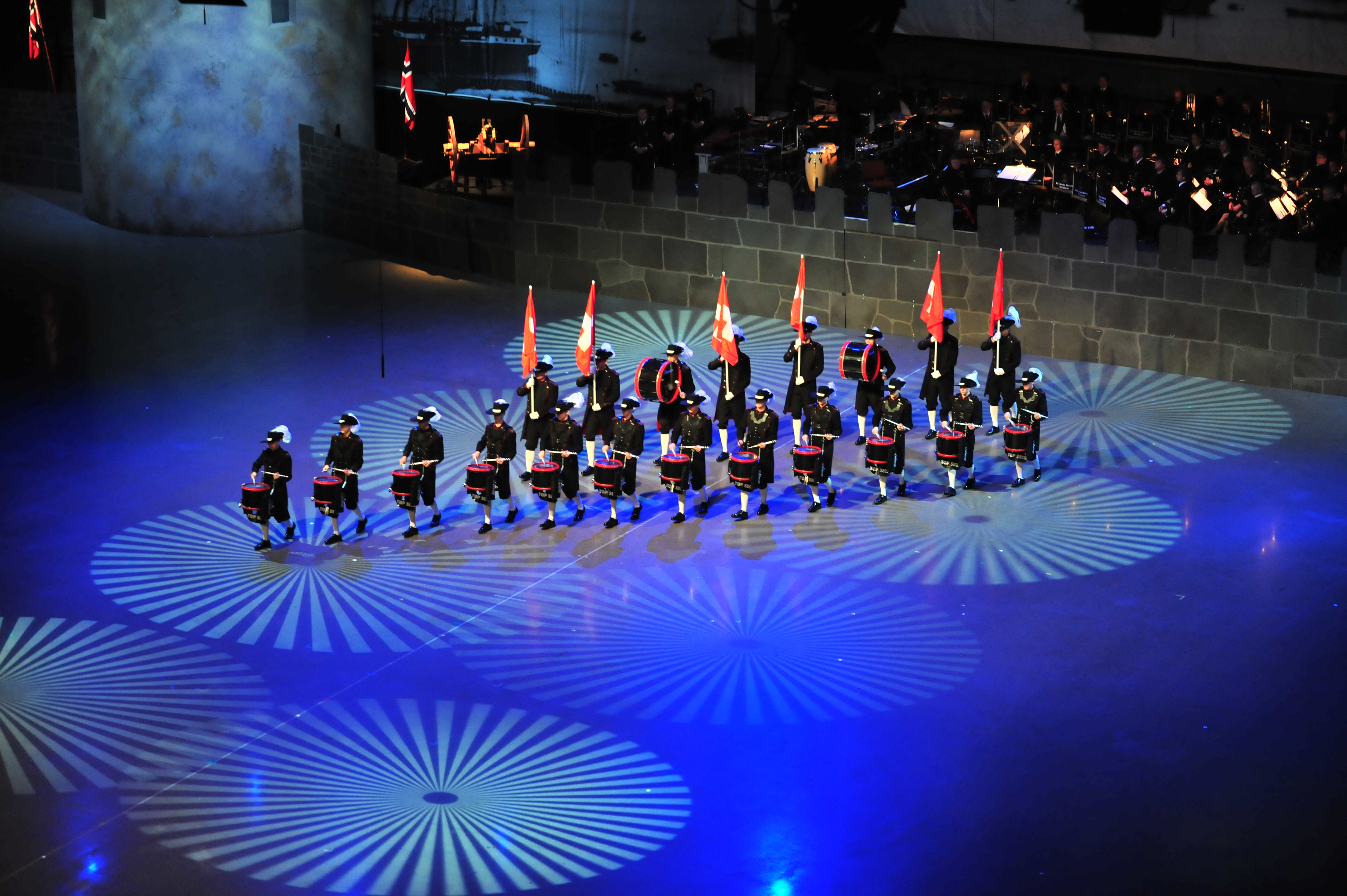
het Zwitserse Top Secret Drum Corps

Een drumband is een groep mensen die op idiofone en membranofone muziekinstrumenten spelen. Een drumband maakt dus uitsluitend gebruik van slagwerkinstrumenten.
De traditionele drumbands hebben de volgende instrumenten: scherpe kleine trom (of trommel), doffe paradetrom, tenor trom, grote trom, bekken. Later kwamen daarbij tamboerijn (beatring), woodblock, koebel en bongo's en nog weer later melodisch slagwerk als de marching bells (of lyra's), klokkenspel. Vanuit de Amerikaanse drum corps traditie kwamen begin jaren 80 meer nieuwe innovaties zoals de timp toms en meerdere min of meer gestemde grote troms.

## Malletband
Veel drumbands zijn tegenwoordig malletbands (ook wel Melody Percussion Ensembles genoemd). Het woord mallet is afkomstig uit het Engels en betekent: hamer. Het refereert aan de stokken waarmee de instrumenten bespeeld worden.  Het instrumentarium van een malletband bestaat uit:
| Hoofdinstrumenten                                                                    | Worden sporadisch begeleid met: |
| ------------------------------------------------------------------------------------ | --- |
| - Lyra of marching bell - Klokkenspel - Xylofoon - Marimba - Vibrafoon - Metallofoon | - Kleine trom - Grote trom - Tenortrom - Bekken of cymbal - Timp toms (3-, 4-, 5- en 6-vellig) - Timbales - Beatring of tamboerijn - Woodblock - Koebel of agogô - Bongo's - Claves |

Bij een concert waarbij niet wordt gemarcheerd kan het instrumentarium worden uitgebreid met niet-mobiele instrumenten, zoals (onderdelen van) het drumstel, pauken, buisklokken en gongs.
Bij het marcheren worden drum- en malletbands soms vergezeld door een groep majorettes.

## Slagwerkensemble
Naast drumbands en malletbands zijn tegenwoordig veel korpsen slagwerkensembles. Een slagwerkensemble is groep muzikanten die slagwerkinstrumenten combineren in de meest uitgebreide zin van het woord. Het instrumentarium van een slagwerkensemble bestaat onder andere uit:
| - Kleine trom - Grote trom - Tenortrom - Bekken of cymbal - Timp toms (3-, 4-, 5- en 6-vellig) - Timbales - Tomtom - Rototoms - Bongo's - Conga's - Tempelblok - Gong - Tamtam - Octobans - Boobam - Angkloeng - Dobaci - Plaatklokken | - Beatring of tamboerijn - Woodblock - Koebel of agogô - Claves - Rythem eggs - Vibraslap - Guiro - Kabassa - Triangel - Castagnetten - Maraka's - Cajón - Foekepot/rommelpot - Schelringen - Bell tree - Donderplaat - Wind chimes - Windmachine - Aambeeld - Spleettrommel - Spring drum | - Lyra of marching bell - Klokkenspel - Xylofoon - Marimba - Vibrafoon - Metallofoon - Buisklokken - Kalimba - Crotales |